# 牛山湖
牛山湖是一个位于中国湖北省武汉市东湖新技术开发区的湖泊，面积约为57.2平方千米，過去平均水深约为2.25米。
2016年7月14日「湖北還湖」，行永久性「退垸還湖」以利蓄洪，梁子湖與牛山湖間長37公里的隔堤爆破後，牛山湖重新與梁子湖連成一片，由於梁子湖水面較高，湖水由梁子湖注入牛山湖。牛山湖原屬梁子湖湖汊，1970年代的梁子湖圍墾高潮中，於1979年築成寬3.5米的牛山湖大堤，將牛山湖與母湖梁子湖分開，其中絕大部分水域變為牛山湖漁場，帶動了當地經濟發展。隨著年代久遠，生態系統破壞、湖北省蓄洪面積縮減，堤防又浸泡多年而2016年湖北的湖泊內澇情況嚴重，其中梁子湖形勢最為嚴峻，有漫堤潰壩的危機。故當地政府對梁子湖的牛山湖、擋網湖、愚公湖實施破垸分洪，同時永久性退垸還湖。